# Convento de São Francisco de Pontevedra
O convento de São Francisco (em galego:  San Francisco) é um convento franciscano de Pontevedra, na Galiza (Espanha) situado no centro da vila. Actualmente é ocupado por quatro frades.

## História
Segundo a tradição, o convento foi fundado por Francisco de Assis, que parou em Pontevedra enquanto fazia a rota Portuguesa dos caminhos de Santiago. A chegada da ordem franciscana à cidade teve lugar possivelmente no último terço do século XIII, sendo a edificação construída entre 1310 e 1360, contando com a ajuda económica dos herdeiros do Pai Gomes Charinho num solar da casa de Soutomaior, naquela época ainda fora do perímetro da muralha da cidade.
A opulência desta construção provocou inveja nos membros da ordem dominicana instalados na cidade, que terminaram sua igreja dez anos antes, e que decidiram iniciar em 1380 a construção doutra igreja maior que a franciscana, com cinco absides. Em 1362 iniciou-se a construção da cabeceira da igreja das freiras clarissas na cidade, similar à de São Francisco, mas de menor tamanho. Ademais destas três construções, a igreja paroquial de São Bartolomeu foi ampliada entre 1337 e 1339. Este grande apogeu na construção deveu-se ao grande número de doações económicas procedentes de famílias pudentes, temerosas da morte procedente da peste negra que assombrou a Europa naquela época.
A igreja é de estilo gótico tardio ou ogival, e foi declarada um monumento histórico-artístico em 1896. Tem planta de cruz latina, com nave única, cruzeiro, coberta de madeira e cabeceira com três absides poligonais, cobertas com abóbadas de cruzaria.
O edifício que ocupa a Delegação da Fazenda foi construído em 1800, e inclui a porta de São Domingos da antiga muralha da cidade, do século XIII. 

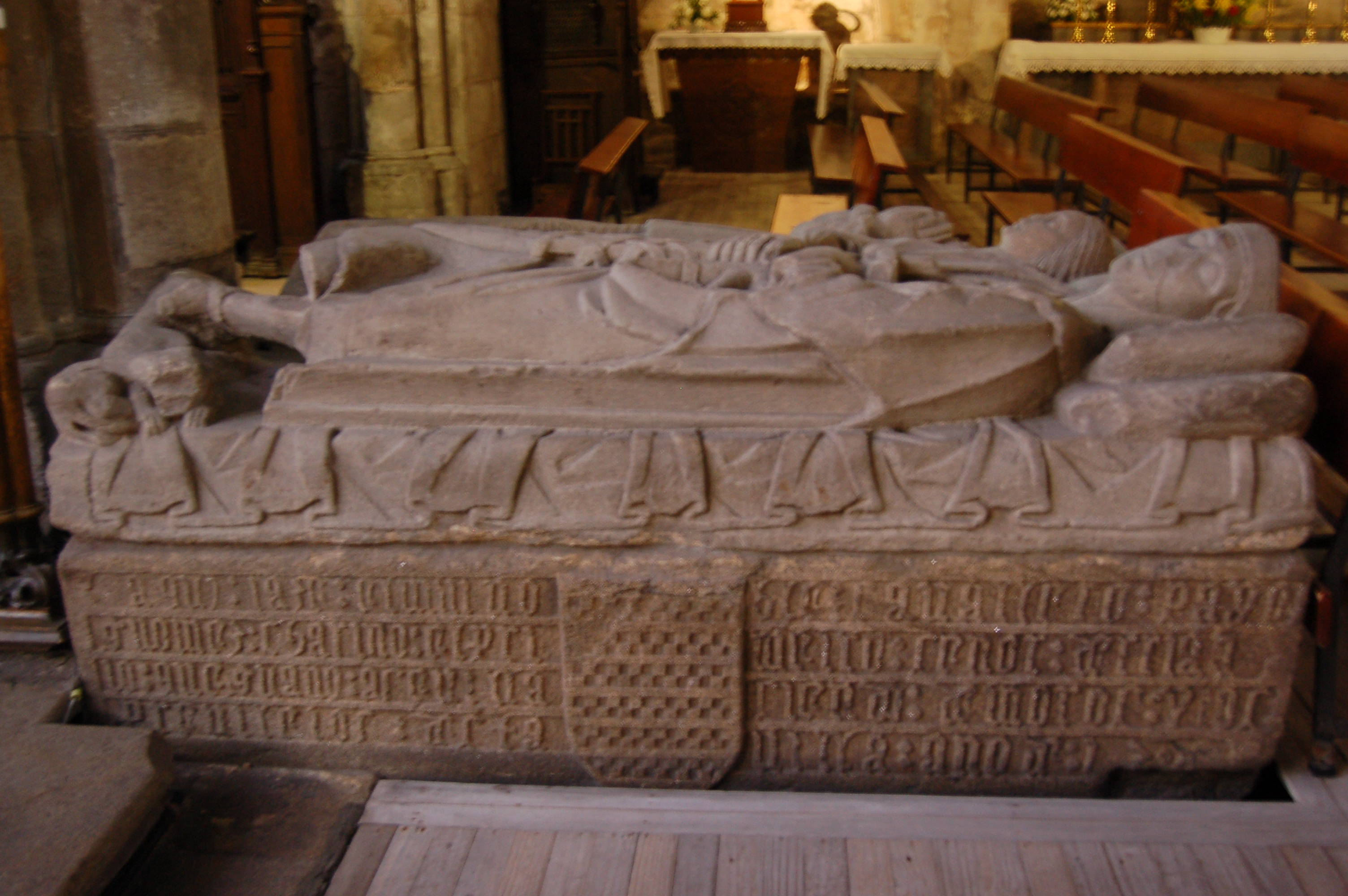
Sepultura do Pai Gomes Charinho

No seu interior estão os sarcófagos de Pai Gomes Charinho, João Feijóo de Soutomaior, e Pelágio de Montenegro.
Após a desamortização de Mendizábal o recinto ficou desabitado, sendo propriedade do concelho. Em 15 de janeiro de 1909, o pai Luis María Fernández Espinosa e mais cinco religiosos voltaram a habitar o recinto, com um contrato de aluguer de vinte e cinco anos, a 250 pesetas por ano. Em 1930 o templo foi cedido pela Real Ordem.
Numa noite de verão de 1995 o templo sofreu um incêndio, sendo restaurado pouco tempo depois.
Neste convento está a sala de jantar de São Francisco, que de segunda a sábado dá de comer a um bom número de necessitados.

## Galeria

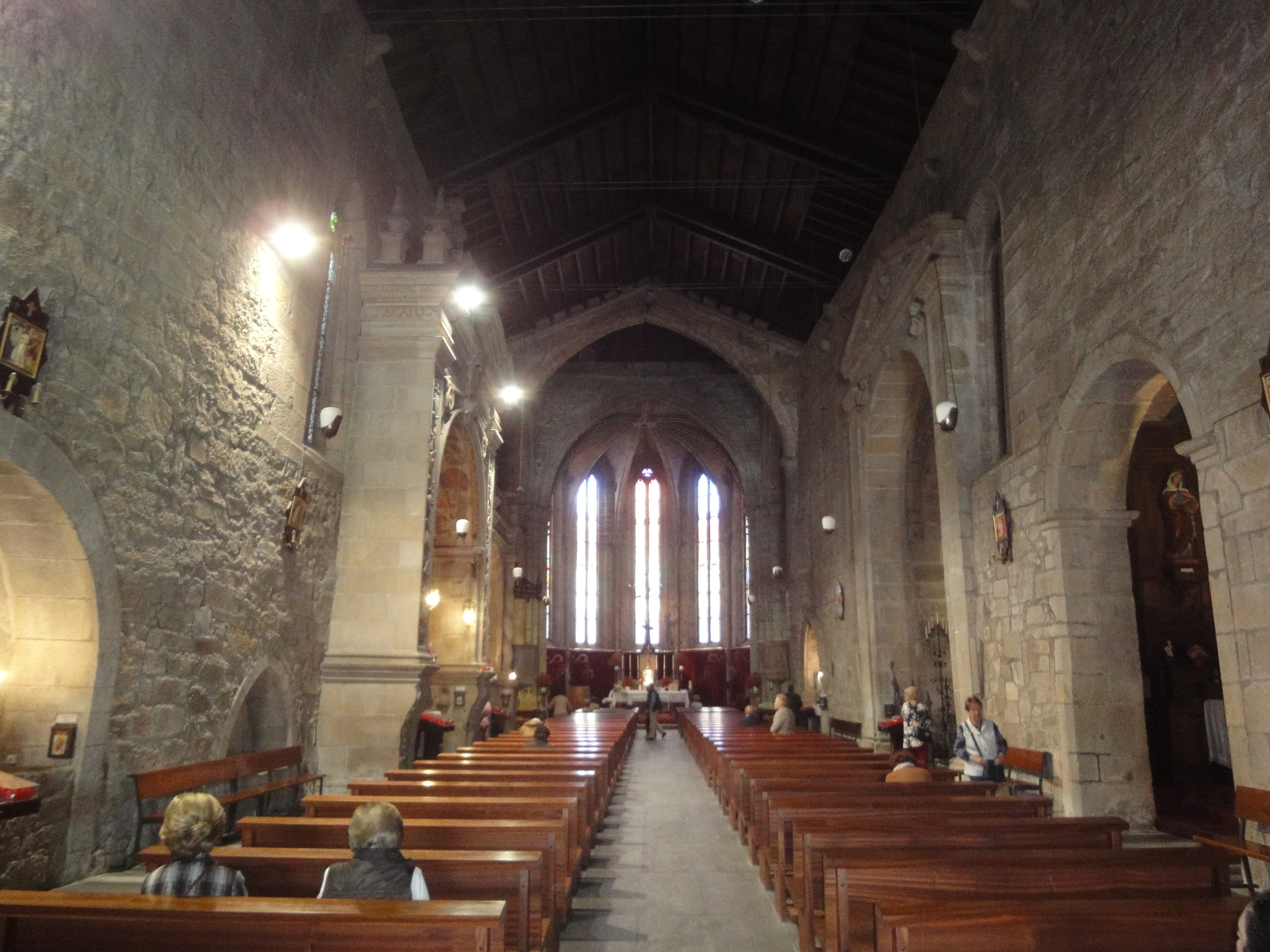
Nave central da igreja
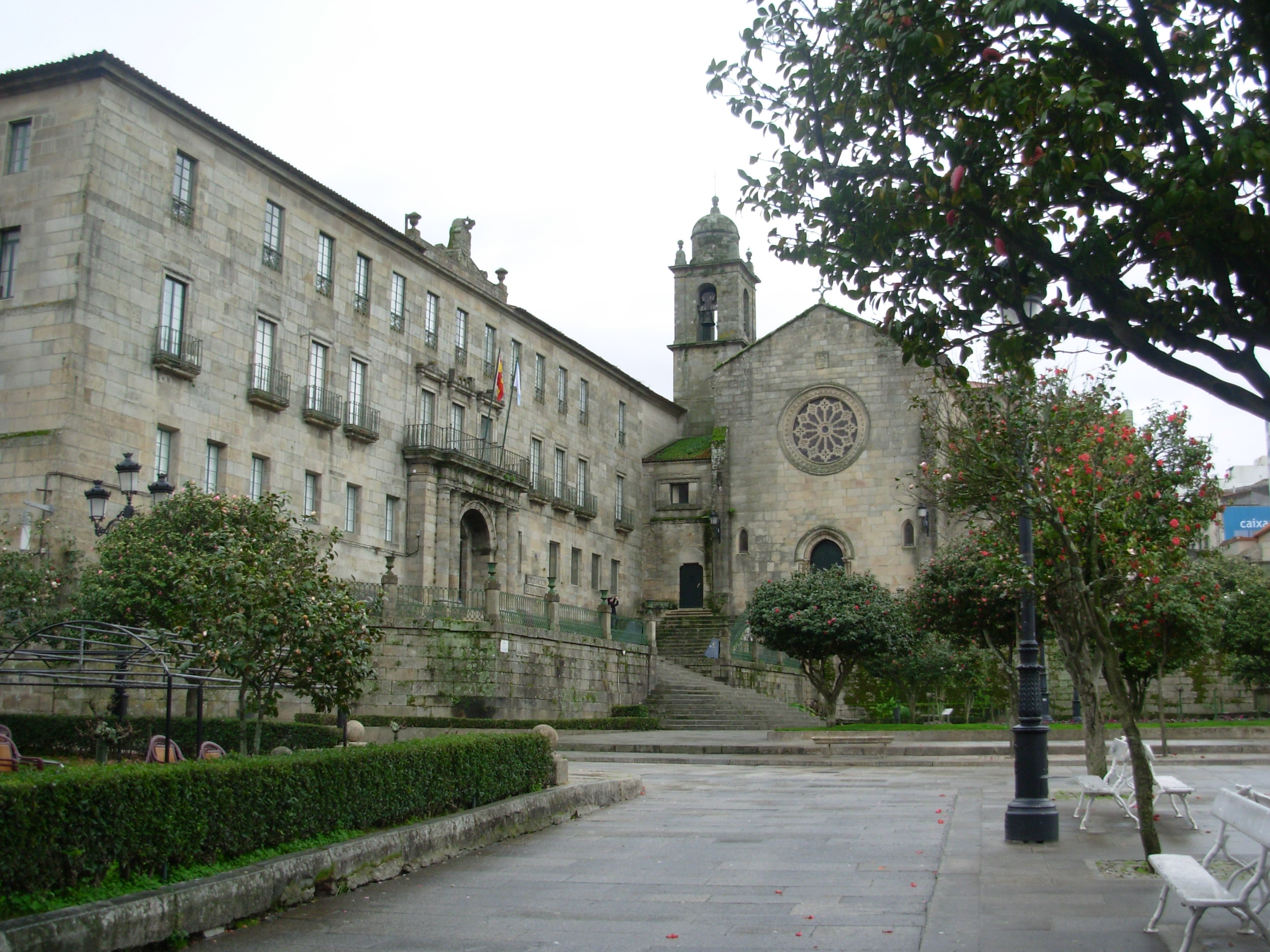
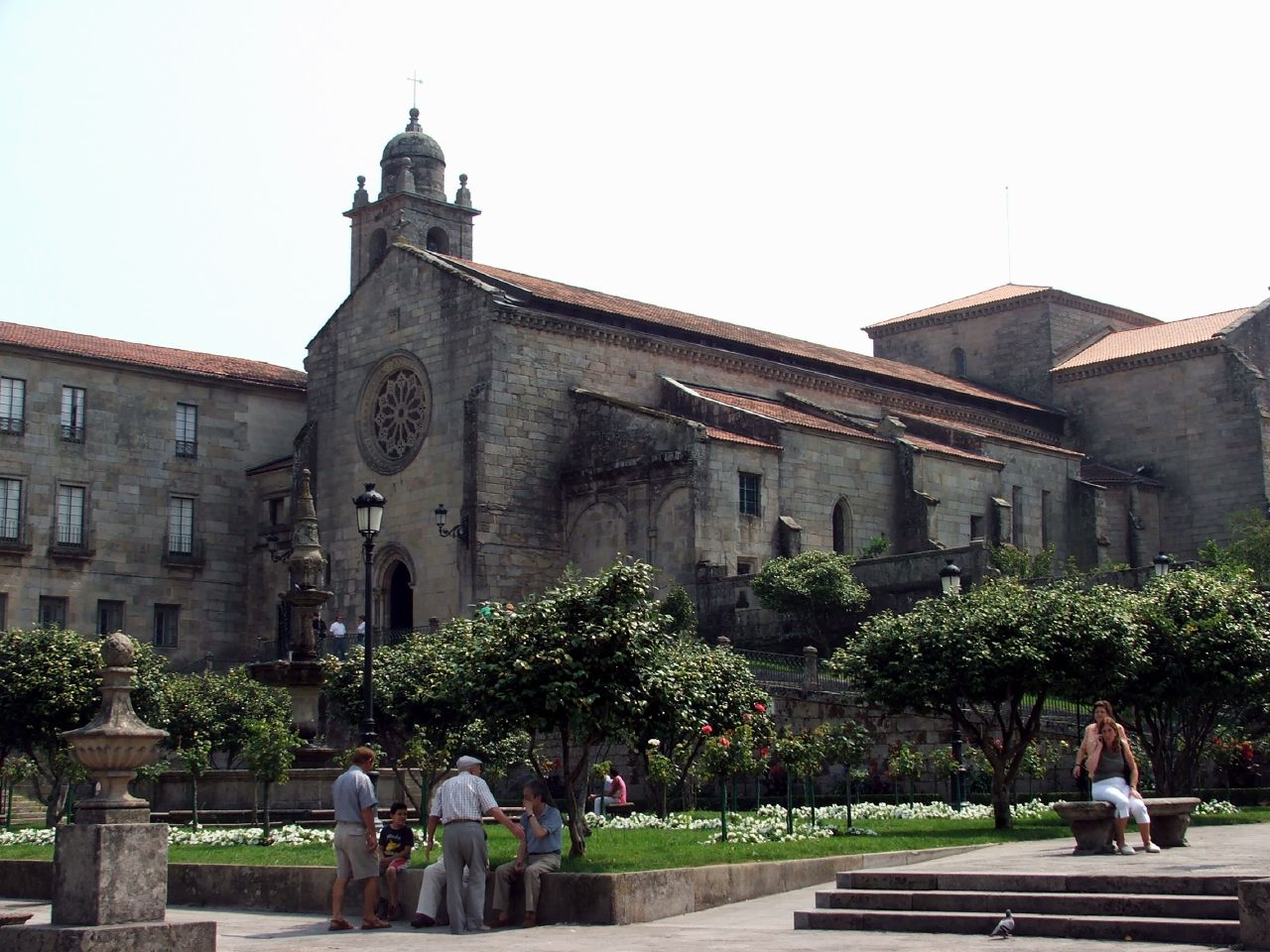
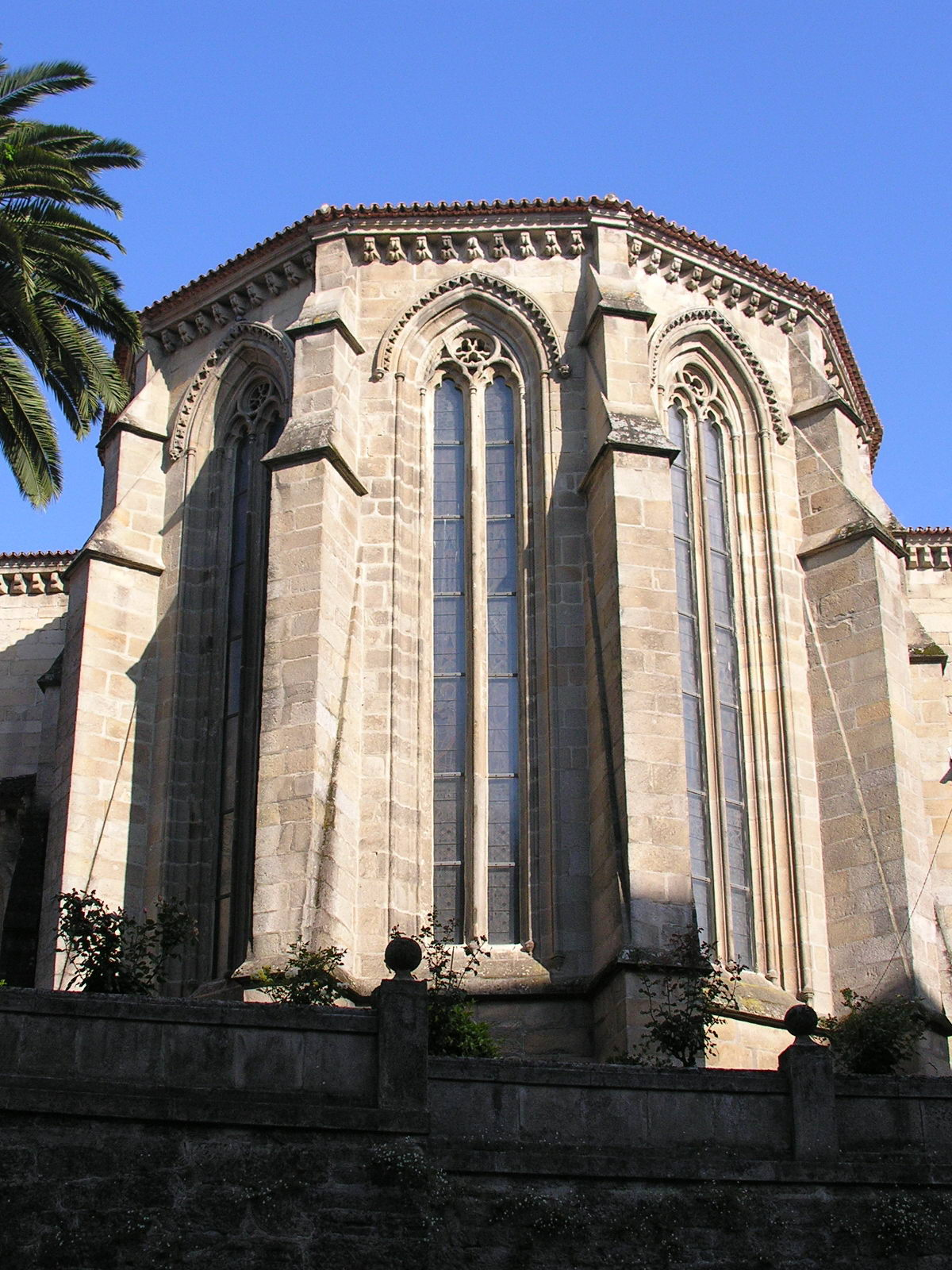
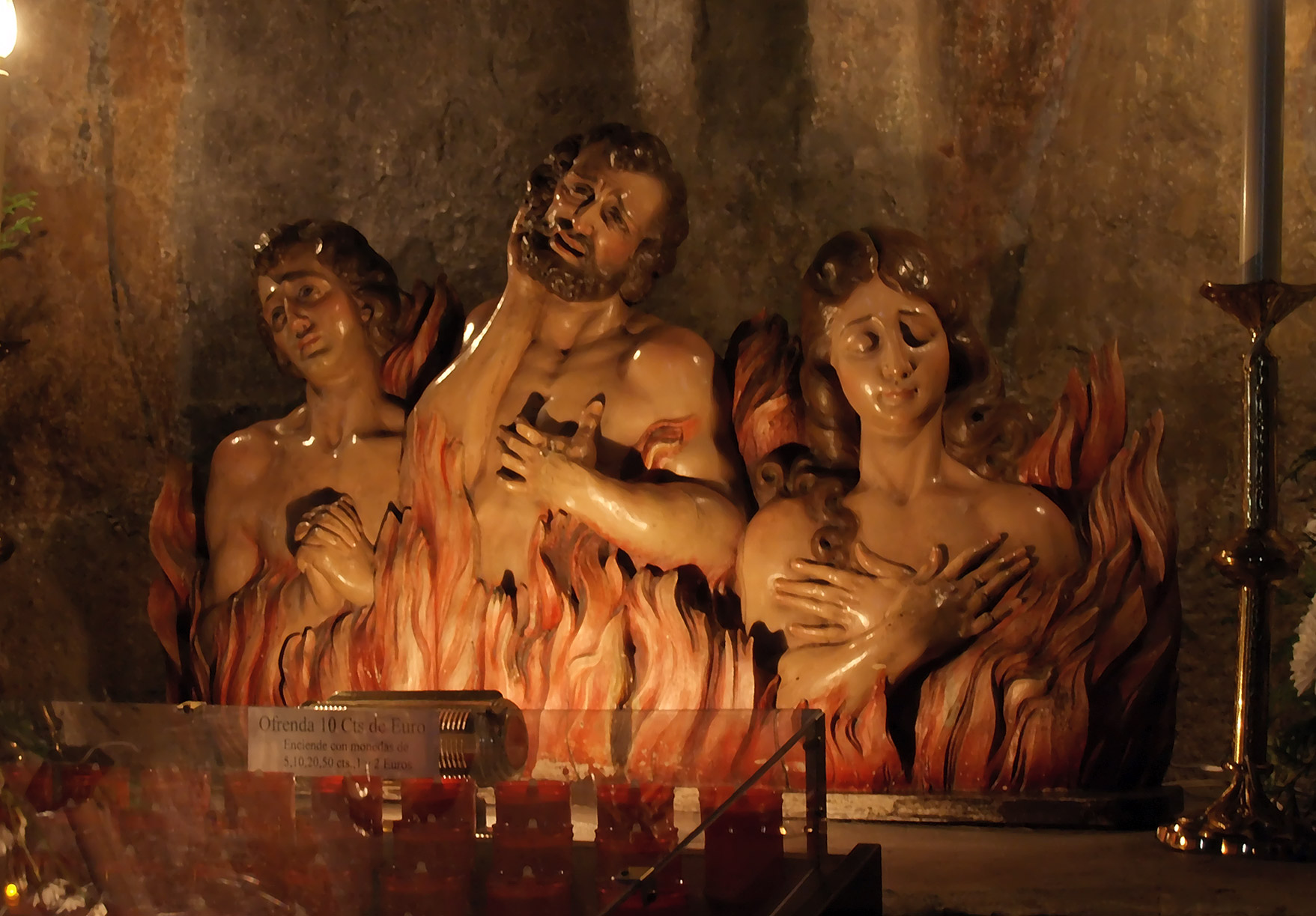
Almas do Purgatório
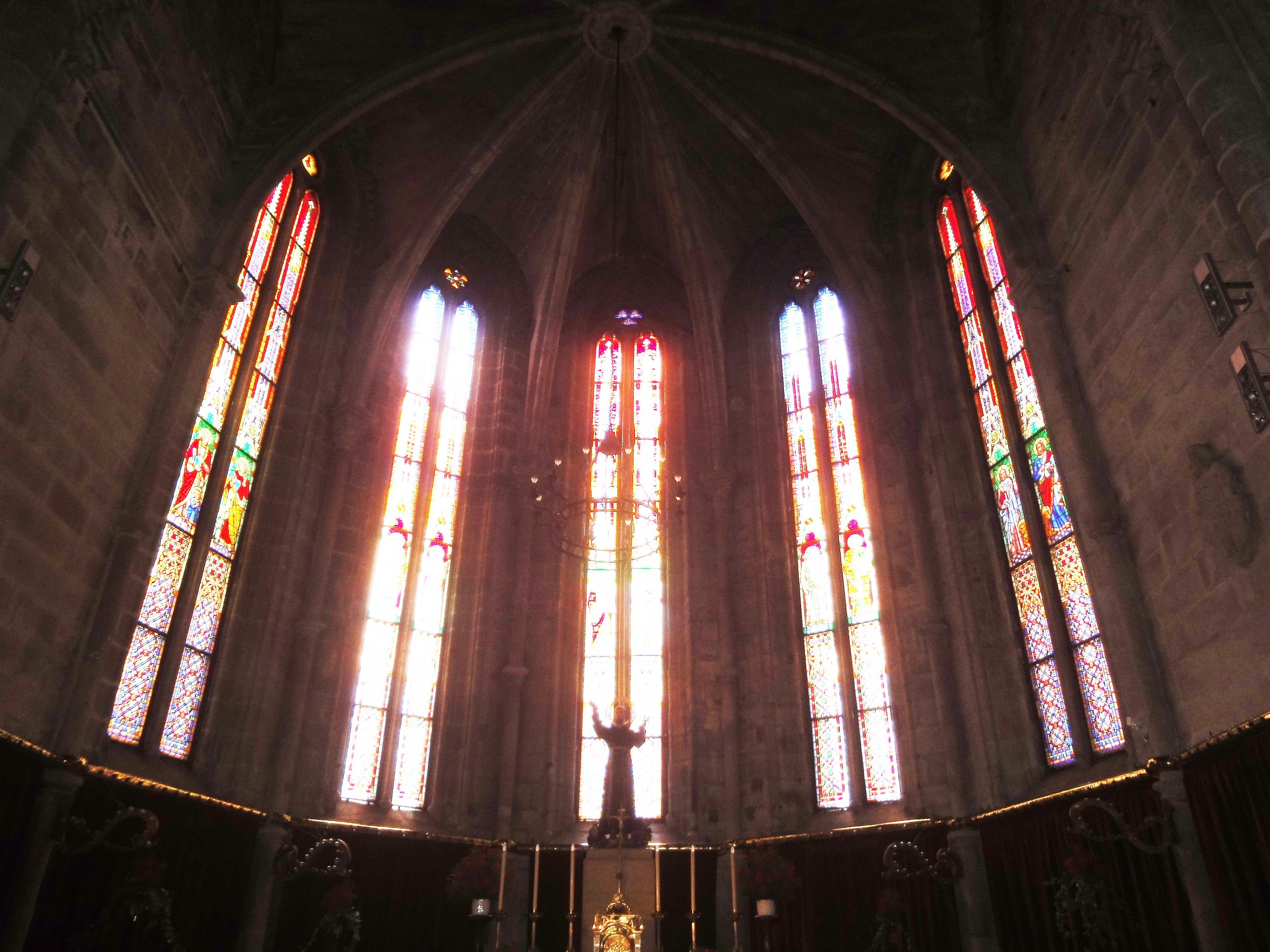
Vitrais do altar-mor

## Outros artigos
- Capela do Nazareno